# Carcosa

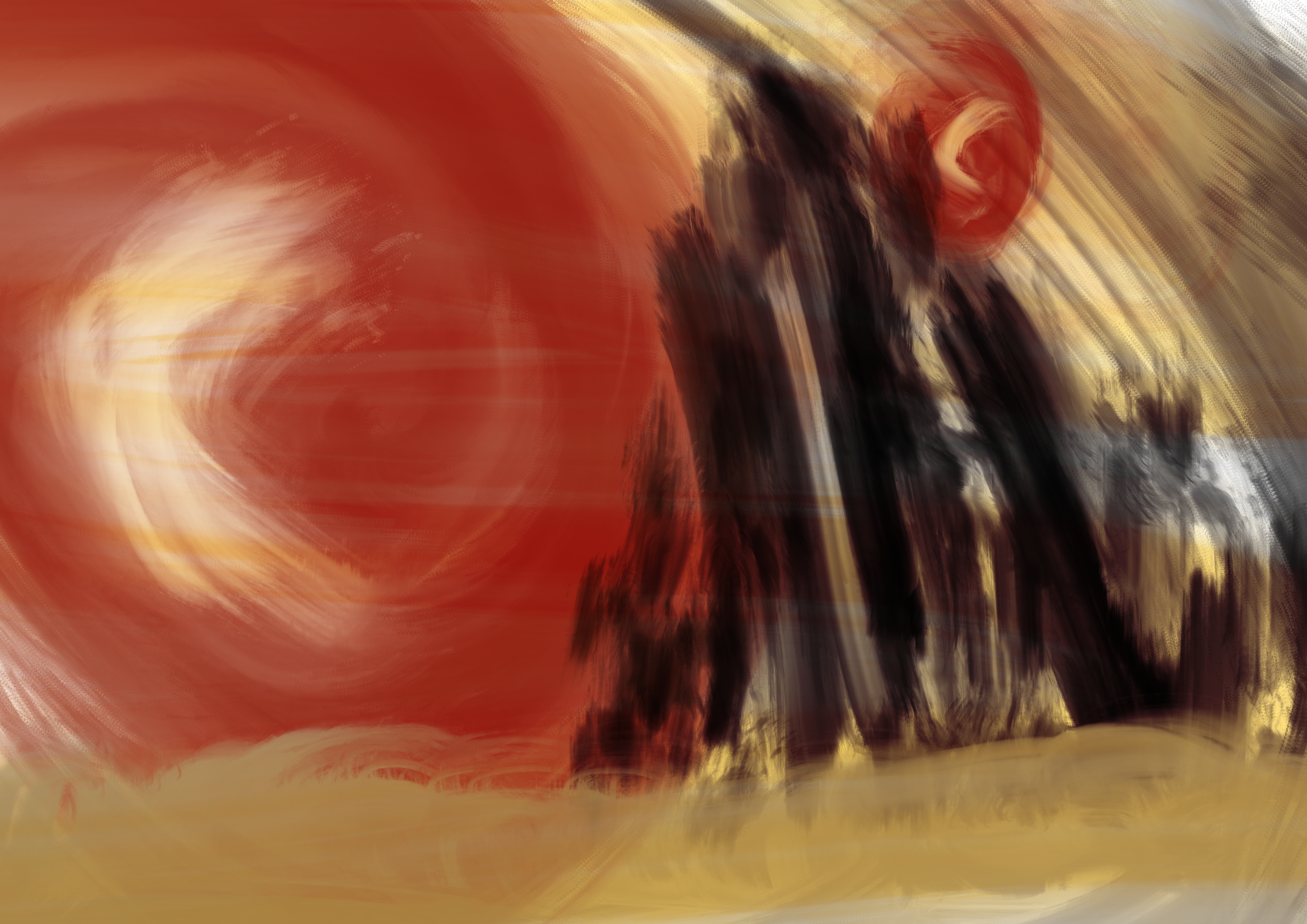
Représentation abstraite de Carcosa

Carcosa est une cité imaginaire qui apparaît pour la première fois dans une nouvelle d'Ambrose Bierce, Un habitant de Carcosa, puis est citée à plusieurs reprises dans les nouvelles du recueil Le Roi en Jaune de Robert W. Chambers.
Il est repris par Alan Moore dans sa bande dessinée Neonomicon, cette fois Carcosa désigne à la fois Nyarlathotep (divinité majeure du panthéon de H.P.Lovecraft) et le Roi en Jaune.
Le nom a été aussi repris dans True Detective, série télévisée d'anthologie américaine, créée et écrite par Nic Pizzolatto.
Le nom paraît avoir été inspiré à Bierce à l'origine par l'étymologie latine de Carcassonne, Carcaso.[réf. nécessaire]

## Littérature inspirée parLe Roi en jaune
- Jean Hautepierre, Le Roi en Jaune (diptyque de tragédies en vers : Le Prince de Carcosa et Le Roi en Jaune), Paris, Les Éditions de l'Œil du sphinx, coll. « Les manuscrits d'Edward Derby » (no 15), 2015, 132 p.   (ISBN 979-10-91506-38-0), (présentation en ligne).